# Norddeutsches Tanztheater
Das Norddeutsche Tanztheater e.V. ist ein gemeinnütziger Verein, der künstlerische Projekte im In- und Ausland durchführt. Er wurde von der Schauspielerin und Regisseurin Rotraut de Neve und der Tänzerin und Choreographin Heidrun Vielhauer im Jahre 1991 in Hamburg gegründet.
Die spezielle Ausrichtung des Norddeutschen Tanztheaters besteht in der Verbindung von Tanz und Schauspiel als elementare Ausdrucksmöglichkeiten des Menschen. Die langjährige Beschäftigung mit diesen gegensätzlichen Disziplinen bietet den Teilnehmer der Seminare und Weiterbildungen ein Unterrichtsprogramm, das eine eigene Ästhetik in der Kombination Tanz und Sprache vermittelt. Die Projekte des NTT verbinden Menschen unterschiedlichen Alters und unterschiedlicher kultureller Herkunft sowie Profis und Laien.

## Geschichte
Die Schauspielerin und Regisseurin Rotraut de Neve und die Tänzerin und Choreographin Heidrun Vielhauer arbeiten bereits seit 1983 an gemeinsamen Projekten. Sie leiteten zusammen das Bremer Tanztheater mit 18 Tänzern, Schauspielern. Die Kritiker bescheinigten dem Künstlerduo, dem Tanztheater nach Pina Bausch durch die besondere Verbindung von Tanz und Sprache neue Impulse gegeben zu haben. Ihre Stücke wurden auf Tourneen im In- und Ausland und auf nationalen und internationalen Festivals gezeigt, häufig auf Einladung des Goetheinstituts.
1982 trafen die beiden Künstlerinnen anlässlich eines Gastspiels der Tanzfabrik Berlin in Hamburg erstmals zusammen und beschlossen ihre Zusammenarbeit. Rotraut de Neve war zu diesem Zeitpunkt eine der Protagonistinnen am Hamburger Schauspielhaus unter der Intendanz von Niels-Peter Rudolph. Sie wünschte sich mehr Bewegung, körperliche Präsenz und Choreographie im Sprechtheater. Heidrun Vielhauer war zu dieser Zeit Tänzerin, Choreographin und Leitungsmitglied in der Tanzfabrik Berlin. Sie fühlte sich zum Sprechtheater hingezogen und integrierte bereits dieses Element in ihre Choreographien. „Der letzte Schrei“ – ihr erstes Tanztheaterstück – kam am Hamburger Schauspielhaus zur Premiere heraus und fand überregionale Beachtung. Ein zweites folgte an der gleichen Bühne mit dem Titel „Zwei Weiber“, mit dem sie auf Latein-Amerika-Tournee gingen.

## Gemeinsame Tanztheater-Produktionen von Rotraut de Neve und Heidrun Vielhauer
- 1990: „Cornelia Goethe“ – Koproduktion NTT / Kulturfabrik Kampnagel / Hebbel-Theater Berlin
- 1991: „Die Frauen Bach“ – Koproduktion NTT / Theater Bremen
- 1992: „Schlüssel im Kühlschrank“ – Koproduktion NTT / Kulturfabrik Kampnagel / Staatstheater Stuttgart
- 1993: „Kassandra 1“ – Koproduktion NTT / Kulturfabrik Kampnagel
- 1994: „Kassandra 2“ – Koproduktion NTT / Kulturfabrik Kampnagel / Theater Ludwigshafen / Theater Marl
- 1997: „Kabylon“ – Koproduktion NTT / Kulturetage Oldenburg
- 1999/2001: Seminare und die Erarbeitung von Tanz-Schauspiel-Stücken mit Jugendlichen der Fachhochschule Nordkarelien und der Berufsfachschule in Outokumpuu/Finnland.
- Seminare in verschiedenen europäischen und lateinamerikanischen Ländern, in den USA, Südamerika und Nordafrika
- Seit 2002: regelmäßige Seminare in der Fachhochschule Rauhes Haus / Hamburg
- 2000–2003: Jährliche Tanz Schauspiel Seminare an der Academy of Arts in Prishtina / Kosovo
- 2003: Choreographische Gestaltung des Hauptgottesdienstes beim Ökumenischen Kirchentag in Berlin.
- 2005: Übernahme der Trägerschaft für YOP Year of Performance, dem innovativen Weiterbildungsprojekt in Tanz Schauspiel Performance mit Zertifikat zum Community Performance Teacher. Die in der Pilotphase aus Mitteln des ESF geförderte Zusatzqualifikation befähigt die Absolventen, mit den Genres Tanz und Schauspiel in den unterschiedlichsten gesellschaftlichen Bereichen Performances durchzuführen.
- 2006: Tanztheaterstück zum Thema Arbeitslosigkeit mit dem Titel „Aufzug ins Glück“ – in Kooperation mit dem Stadtteilbüro Schnelsen.
- 2006: Eine Tanz Schauspiel Performance mit Jugendlichen zum Thema Berufsorientierung mit dem Arbeitstitel „Mein Traumjob!?“ – Kooperation von TuSch (Theater und Schule) und dem Norddeutschen Tanztheater.

## Special: YOP Year of Performance

### Die projektbezogene Zusatzqualifikation Tanz Schauspiel Performance
Vorstellungen von der Idee bis zu den Aufführungen zu entwickeln und zu organisieren, das lernen die Teilnehmern der Zusatzqualifizierung YOP – Year of Performance, um mit Menschen unterschiedlicher Kulturen und Alters aktuelle Fragen, Konflikte und Bedürfnisse künstlerisch zu verarbeiten und mit dem Publikum zu kommunizieren.
Mit YOP präsentieren Heidrun Vielhauer und Rotraut de Neve ein innovatives Projekt, das Tanz, Schauspiel und Performance vereint. Die Ausbildung über mehrere Monate mit Zertifikat zum Community Performance Teacher (CPT), einem völlig neuen Berufsbild, gilt als europäisches Pilotprojekt mit Modellcharakter. YOP-Teilnehmer werden in Bewegung und Tanz, Stimme und Schauspiel, Bühnenpräsenz, Choreographie, Probenleitung und Teamarbeit geschult. Die Teilnehmer erleben während der Ausbildung ihre Kreativität beim Entstehungsprozess, sich selbst als Bühnenkünstler, Spielleiter und zugleich erfolgsorientiertes Arbeiten im Team.
Der Community Performance Teacher (CPT) leitet Menschen unterschiedlichen Alters sowie unterschiedlicher Kulturen an, mit den Mitteln von Tanz und Schauspiel eine Performance zu entwickeln und in der Öffentlichkeit zu präsentieren, z. B. in Theatern, Schulen, sozialen Einrichtungen, Betrieben usw. Die durch YOP vermittelte, berufliche Qualifikation eröffnet ein weites zukünftiges Betätigungsspektrum für darstellende Künstler aber auch Menschen aus anderen kreativen, sozialen und pädagogischen Berufen.

### Abschlussperformances von YOP Year of Performance
- 2002: „Seven rooms, 7 lights“
- 2003: „Unexpected“
- 2004: „TransForm“
- 2005: „Bodies in Buildings“
- 2006: „Auf die Linie achten“
- 2006: „Metropolitan Beduins“
- 2007: „Alexandra forscht gerade“
- 2007: „Zurückbleiben, Bitte!“
- 2007: „Rosa am Boden - die andern lächeln faltenlos“ (YOP – Abendkurs)

## Kooperationspartner
- Kampnagelfabrik Hamburg: Kampnagel stellt eine Halle für den Unterricht in Beleuchtungstechnik und Bühnenequipment für die Performances zur Verfügung.
- TUSCH Theater und Schule Hamburg: TUSCH förderte 2004 die Zusammenarbeit zwischen dem Gymnasium Hamm und YOP mit einem Performanceprojekt zum Thema „Europa“.
- TmS (Theater macht Schule) förderte 2006 die Produktion „Mein Traumjob“ mit Schülern verschiedener Schulen Hamburgs.
- Kooperationspartner für Praktika der YOP Teilnehmern sind u. a: Goldbek-Haus, Frauengefängnis Hahnöfersand, Heilpraktikerschule, Mädchentreff in Barmbek, Tanzhaus Altona, Institut für Kindesentwicklung, Altonaer Schule, Wichern-Schule
- Kooperationspartner für Performance – Aufträge sind u. a.: Berufsförderungswerk Hamburg, internationale Messe „Du und Deine Welt“, Frauenrat Hamburg, Hamburger Hof, Ökumenischer Kirchentag Berlin, Kneipp-Bund……
- Weitere Kooperationspartner in anderen Ländern:
  - Finnland: Das Outokumpu Vocational Institute wird nach dem Vorbild des YOP Curriculums einen Ausbildungszweig einrichten. Die Zusammenarbeit basiert auf langjährigen Lehraufträgen der beiden YOP Leiterinnen in Finnland.
  - Kosovo: Tanz und Theaterschule in Prishtina: geplant ist der Aufbau einer Tanztheaterausbildung nach dem Konzept von YOP.